# Toral de los Vados
Toral de los Vados is een gemeente in de Spaanse provincie León in de autonome regio Castilië en León met een oppervlakte van 24,13 km². Toral de los Vados telt 1.941 inwoners (1 januari 2016). Het is gelegen in de comarca El Bierzo en heeft in 2023 een bevolking van 1.779 inwoners (INE 2023). De rivieren Burbia en Cúa komen samen in de dorpskern, die uitmonden in de Rio Sil. Het is een van de gemeenten in León waar Galicisch wordt gesproken.
Tot 3 mei 2010 had de gemeente de naam Villadecanes.  Zowel Villadecanes als Toral de los Vados zijn woonkernen op het grondgebied van de gemeente.